# La Laguna, Santiago Sochiapan
La Laguna är en ort i Mexiko.   Den ligger i kommunen Santiago Sochiapan och delstaten Veracruz, i den sydöstra delen av landet, 400 km sydost om huvudstaden Mexico City. La Laguna ligger 130 meter över havet och antalet invånare är 280.
Terrängen runt La Laguna är platt åt nordost, men åt sydväst är den kuperad. Runt La Laguna är det ganska glesbefolkat, med 23 invånare per kvadratkilometer. Närmaste större samhälle är San Lorenzo, 7,4 km väster om La Laguna. Omgivningarna runt La Laguna är en mosaik av jordbruksmark och naturlig växtlighet.